# Guayana Esequiba
Guayana Esequiba er et område i Guyana, som Venezuela gør krav på. Navnet Guayana Esequiba anvendes kun af Venezuela. Det består af seks administrative regioner i Guyana: Barima-Waini, Cuyuni-Mazaruni, Pomeroon-Supernaam, Potaro-Siparuni, Øvre Takutu-Øvre Essequibo og Essequiboøerne-Vestdemerara. Arealet er på 159.500 km².
De spanske myndigheder gjorde første gang krav på området i en rapport dateret 10. juli 1788, hvor det var en del af vicekongedømmet Ny Granada og efterfølgende af Generalkaptajnatet Venezuela. Efterfølgende blev området af hollænderne gjort til en del af kolonien Essequibo og senere igen af briterne som en del af Britisk Guiana. I 1840 gjorde Venezuela krav på hele Guyana vest for Essequibo-floden, hvilket er 62% af Guyana. Storbritannien og Venezuela havde stridigheder om grænsen mellem det, der på det tidspunkt var Britisk Guiana, og Venezuela i det meste af det 19. århundrede. 21. februar 1881 foreslog Venezuela i en note til Lord Grenville, den daværende britiske udenrigsminister, en grænse startende ved et punkt en mil nord for Moruka-floden gående derfra vestpå til 60. meridian og derfra sydpå langs meridianen. Dette ville have gjort Barimi-distriktet venezuelansk. Venezuelas regering modificerede sine krav over området vest for Essequibo og krævede, at grænsen skulle gå fra Moruka-flodens munding sydpå til Cuyuni tæt på det sted, hvor den løber sammen med Mazaruni og derfra langs østsiden af Essequibo til den brasilianske grænse. Storbritannien og Venezuela accepterede en afgørelse herom i 1899.
Venezuela rejste formelt spørgsmålet igen i 1962, fire år før Guyanas uafhængighed fra Storbritannien. Ved et møde i Geneve i 1966 enedes de to lande om at indhente rådgivning fra en repræsentant fra FN's generalsekretær om måder at afgøre spørgsmålet på fredelig vis. Diplomatiske kontakter mellem de to lande og generalsekretærens repræsentant eksisterer fortsat.
Venezuelanske kort har siden 1970 angivet hele området på østbredden af Essequibo samt øerne i floden som venezuelansk område.

## Historie
I 1648 underskrev Spanien freden i Münster med de Forenede Nederlande, hvorved Spanien anerkendte Nederlandenes selvstændighed og også små nederlandske besiddelser øst for Essequibo-floden, som var blevet grundlagt af hollændere, før området var anerkendt af Spanien. Imidlertid begyndte hollænderne ikke så mange år efter Münster-freden gradvist at sprede sig vest for Essquibo, ind i den spanske Guyana-provins. Disse nye bosættelser blev konstant anfægtet og ødelagt af de spanske myndigheder. 
Den franske Encyclopédie, udgivet i anden halvdel af det 18. århundrede, angav grænsen som værende Essequibo-floden.
Da Spanien dannede Generalkaptajnatet Venezuela i 1777, blev det gentaget, at den naturlige grænse mellem det spanske område og den hollandske koloni var Essequibo-floden. De spanske myndigheder fremførte i en rapport dateret 10. juli 1788 et formelt krav i forhold den den hollandske ekspansion ud fra det hollandske område og forslog en konkret grænsedragning. Imidlertid blev der aldrig defineret en grænse mellem de spanske og de hollandske besiddelser. Som et led i den engelsk-hollandske aftale (1814) blev de hollandske kolonier Demerara, Berbice og Essequibo overdraget til Storbritannien. I 1831 samlede Storbritannien disse tre i Britisk Guiana med Essequibo-floden som vestgrænse, skønt mange britiske bosættere boede vest for floden.
I 1822 havde den befuldmægtigede minister José Rafael Revenga fra Storcolombia klaget til den britiske regering på vegne af Simón Bolívar over tilstedeværelsen af britiske bosættere i et territorium, som Venezuela gjorde krav på: "Kolonisterne fra Demerara og Berbice har tilranet sig et stort landområde, som ifølge de seneste aftaler mellem Spanien og Holland tilhører vores land, vest for Essequibo. Det er afgørende, at disse bosættere underlægges vores jurisdiktion og overholder vores lovgivning eller i modsat fald sendes tilbage til deres tidligere besiddelser."
I 1824 udpegede Venezuela José Manuel Hurtado som ny ambassadør i Storbritannien. Han overbragte officielt til den britiske regering Venezuelas krav på, at Essequibo skulle være grænse, og dette protesterede briterne ikke imod. Men trods dette fortsatte den britiske regering med at støtte koloniseringen af territoriet vest for Essequibo i de følgende år.

### Schomburgk-linjen
I 1835 foretog den tyskfødte opdagelsesrejsende og naturhistoriker Robert Hermann Schomburgk under protektion af det britiske Royal Geographical Society botaniske og geografiske undersøgelser af Britisk Guiana. Dette resulterede i en skitse over området med en linje, der markerede, hvad han mente var vestgrænsen som hævdet af hollænderne. Som resultat heraf fik han i 1840 kommission af den britiske regering til at undersøge Guianas grænser. Undersøgelserne resulterede i det, der blev kendt som Schomburgk-linjen. Schomburgks oprindelige skitse, der blev offentliggjort i 1840, var den eneste version af Schomburgk-linjen, der var offentligt tilgængelig før 1886, hvilket senere førte til beskyldninger fra den amerikanske præsident Grover Cleveland om, at linjen var blevet flyttet "på mystisk vis".
Linjen gik et pænt stykke videre end de britiskbesatte områder og gav Britisk Guiana kontrol over hele udmundingen af Orinoco. Ifølge Schomburgk omfattede det ikke hele det område, som Storbritannien legitimt kunne gør krav på. Venezuela bestred Schomburgks angivelse af grænsemarkeringen ved Orinoco og gjorde i 1844 krav på alle dele af Guiana vest for Essequibo-floden. Ligeledes i 1844 foreslog briterne at give Venezuela fuld kontrol over Orinoco-flodmundingen, mens naboområderne ikke blev omtalt. I 1850 nåede Venezuela og Storbritannien til enighed om at undlade at kolonisere det omstridte område, selv om det ikke indgik i aftalen, hvorfra og hvortil dette område gik.
Uenighederne bestod fortsat uden større omtale indtil 1876, hvor der var blevet oprettet guldminer bemandet med primært engelsktalende arbejdere i Cuyuni-flodbassinet, hvilket var venezuelansk territorium vest for Schomburgk-linjen, men inden for det område, som Schomburgk mente, at briterne også kunne gøre krav på. I 1876 gentog Venezuela derpå deres krav på området østpå til Essequibo-floden, hvortil briterne svarede med et modkrav, der omfattede hele Cuyani-bassinet, skønt dette blot var et formelt krav, som de ikke havde tænkt sig at føre ud i livet. 21. februar 1881 foreslog Venezuela nu en grænsedragning på en linje begyndende fra et punkt én mile nord for Moruka-floden, trukket vestpå til den 60. længdekreds og derfra sydpå langs længdekredsen. Dette ville have sikret Venezuela Baruma-distriktet.
I oktober 1886 erklærede briterne Schomburgk-linjen som værende provisorisk grænse for Britisk Guiana, og i februar 1887 afbrød Venezuela de diplomatiske forbindelser. I 1894 appellerede Venezuela til USA om at gribe ind på baggrund af Monroedoktrinen. USA havde ikke specielt lyst til at blive involveret og nøjedes med at foreslå mægling.

### Venezuelakrisen i 1895
Den langvarige strid blev i 1895 til en diplomatisk krise. Venezuela hyrede William Lindsay Scruggs som sin lobbyist i Washington D.C., og han fremførte landets argument om, de britiske handlinger var i strid med Montroedoktrinen. Scruggs benyttede sin indflydelse til at få den amerikanske regering til at acceptere dette krav og involvere sig i striden. Præsident Grover Cleveland valgte en bred fortolkning af doktrinen, der ikke blot forbød ny europæisk kolonisering, men også erklærede alle forhold på halvkuglen som amerikanske interesser. Den britiske premierminister, lord Salisbury, og den britiske ambassadør i USA, lord Pauncefote, fejlbedømte begge alvoren af den amerikanske regerings syn på sagen. Kernen i krisen blev Storbritanniens afvisning af at inkludere området øst for Schomburgk-linjen  i den foreslåede internationale mægling. I den sidste ende trak briterne i land og accepterede stiltiende amerikanernes ret til at gribe ind under Monroedoktrinen. Den amerikanske indgriben tvang briterne til at acceptere mægling angående hele det omstridte territorium.

### Washington-aftalen
Aftalen om mægling mellem Venezuela og Storbritannien blev underskrevet i Washington 2. februar 1897. Denne aftale fastslog specielt den retlige basis for mæglingen, og i dens første artikel hed det: "Et mæglingstribunal skal straks nedsættes til at fastslå grænsedragningen mellem Venezuelas Forenede Stater og kolonien Britisk Guiana."
Mæglingsaftalen afstak den retlige grund, procedurer og betingelser for tribunalet med henblik på at løse striden og nå frem til en grænsedragning. I dens tredje artikel hed det: "Tribunalet skal undersøge og få rede på udstrækningen af de territorier, der tilhører, eller som lovmæssigt kan kræves at høre til De Forenede Nederlande eller Kongeriget Spanien på tidspunktet, hvor Storbritannien overtog kolonien Britisk Guiana, og skal beslutte grænselinjen mellem kolonien Britisk Guiana og Venezuelas Forenede Stater."  Aftalen fastsatte også de regler og principper, som tribunalet skulle følge for at drage grænselinjen.

### Mægling
De to parters krav blev forelagt et tribunal bestående af fem mæglere: to fra Storbritannien, to fra USA (repræsenterende Venezuelas interesser) og en fra Rusland, som formodedes at være neutral. Venezuela gentog sine krav om at få området vest for Essequibo og forlangte, at grænsen skulle gå fra udmundingen af Moruka, sydpå til Cuyuni i nærheden af dens møde med Mazaruni-floden og derfra langs østbredden til den brasilianske grænse. I 1899 afgjorde tribunalet striden hovedsageligt efter briternes krav. Schomburgk-linjen blev – med to undtagelser – gjort til grænselinjen mellem Britisk Guiana og Venezuela. Den ene undtagelse var, at Venezuela fik tildelt Barima-spidsen i udmundingen af Orinoco, hvorved venezuelanerne fik uindskrænket kontrol over floden og dermed muligheden for at opkræve afgifter på venezuelansk handel. Den anden undtagelse placerede grænsen på Wenamu-floden frem for Cuyuni, hvilket gav Venezuela et betydeligt område øst for linjen. Men overordnet set blev størstedelen af det omstridte område tildelt Storbritannien, heriblandt guldminerne.
De venezuelanske repræsentanter protesterede over resultatet, idet de hævdede, at briterne urimeligt havde påvirket det russiske tribunalmedlems beslutning. Men som et fattigt land med relativt begrænset militær kapacitet kunne Venezuela ikke gennemtvinge sine krav mod briterne med våben. Man måtte nøjes med, med jævne mellemrum, at protestere på den hjemlige politiske arena samt i internationale diplomatiske sammenhænge.

## Fornyet konflikt
I 1899, kort efter offentliggørelsen af mæglingsresultatet, blev USA's advokat for Venezuela interviewet og påpegede deres første indvending:
| Citat | Indtil tiden for USAs indgreb nægtede Storbritannien udtrykkeligt at lade nogen som helst del af territoriet øst for Schomburgk-linjen indgå i en mægling, idet de påstod, at den var uangribelig. Dette territorium inkluderede Attacuri-floden og Barima-spidsen, som er af den største værdi, både strategisk og kommercielt. Mæglingen giver Barima-spidsen sammen med en stribe land på 50 miles til Venezuela, som derved får fuld kontrol over Orinoco-floden. Tre tusinde kvadratmiles i det indre af området gik også til Venezuela. Det vil sige, at i en afgørelse, som også de britiske mægler støttede, blev den position, som Storbritannien i 1895 indtog, vist at være grundløs [...] Præsidenten for tribunalet kommenterede i sin afsluttende meddelelse i dag på enigheden i den nærværende afgørelse og henviste dermed til mæglingens succes, men det kræver ikke megen intelligens at se gennem den overfladiske udtalelse for at forstå, at den nye grænselinje udgør et kompromis og ikke en retfærdig grænsedragning. Hvis den britiske påstand var korrekt, skulle grænsen have været draget længere mod vest; hvis den var ukorrekt, skulle grænsen være draget meget længere mod øst. Der var intet i kontroversens historie, og heller ikke i de retlige principper, der på rimelig måde kan forklare, hvorfor grænsen skulle drages netop der, hvor den er blevet fastsat. Når mæglingen er blevet gennemført på baggrund af sådanne principper, kan den ikke betragtes som en succes, i hvert fald ikke hos dem, der tror på, at mægling skulle resultere i anvendelsen af lovmæssige rettigheder og ikke i kompromisser, der er diplomatiske i deres natur. Venezuela har vundet meget, men havde ret til endnu mere, og hvis mæglerne var enige, må det være, fordi at mangel på enighed ville have givet Storbritannien ret til et endnu større territorium. | Citat |
|       | |       |

Den venezuelanske regering udtrykte næsten øjeblikkeligt utilfredshed med mæglingsafgørelsen fra 1899. Allerede 7. oktober 1899 satte Venezuela ord på sin fordømmelse af resultatet og krævede en genforhandling af landets østgrænse mod Britisk Guiana: På denne dag gjorde Venezuelas udenrigsminister, José Andrade, det klart, at mæglingsafgørelsen var et produkt af aftalt politisk spil, og at Venezuela ikke ville rette sig efter den. Efter at talrige bilaterale diplomatiske forsøg ikke havde overbevist landet om, at Storbritannien ville annullere mæglingsafgørelsen, undsagde Venezuela den inden den første forsamling i det nyoprettede FN i 1945.
26. oktober 1899 anførte den officielle sekretær for den venezuelansk/amerikanske delegation i mæglingstribunalet, Severo Mallet-Prevost, i et brev til en kollega, at mæglingsafgørelsen var et resultat af pres på dommerne fra præsidenten for tribunalet, Friedrich Martens. I 1949 overbragte den amerikanske jurist Otto Schoenrich et memorandum skrevet af Mallet-Prevost til den venezuelanske regering, skrevet i 1944 med henblik på at blive offentliggjort efter hans død. Mallet-Prevost formodede ud fra dommernes private adfærd, at der eksisterede en politisk studehandel mellem Rusland og Storbritannien, og sagde, at den russiske formand for panelet, Friedrich Martens, havde besøgt Storbritannien sammen med de to britiske tribunalmedlemmer i sommeren 1899 og efterfølgende havde givet de amerikanske medlemmer valget mellem at acceptere en enig afgørelse svarende til den grænse, der endte med at blive vedtaget, eller en 3:2 afgørelse, der var endnu mere favorabel for briterne. Sidstnævnte grænse skulle fuldstændig have fulgt Schomburgk-linjen og givet mundingen af Orinoco til briterne. Mallet-Prevost sagde, at de amerikanske medlemmer og den venezuelanske rådgiver var forargede over dette valg og alvorligt overvejede at gå ind på 3:2-afgørelsen med en mindretalsudtalelse holdt i et stærkt ordvalg, men endte med at følge Martens' forslag for at undgå at berøve Venezuela for endnu mere territorium. Dette memorandum var yderligere bevis på Venezuelas påstand om, at der i virkeligheden var indgået en politisk studehandel mellem de britiske og det russiske medlem af tribunalet, og førte til Venezuelas fornyede krav på det omstridte territorium.
Venezuela rejste formelt emnet igen på internationalt niveau i FN i 1962, fire år inden Guyana opnåede selvstændighed fra Storbritannien. Venezueal refererede til den ovenfor nævnte påståede britisk-russiske aftale som et hemmeligt rænkespil samt visse misligheder og uretmæssigheder i afgørelsen, særligt ultra vires (at gå uden for sine beføjelser), idet tribunalet angav grænsen mellem Britisk Guiana, Brasilien og Suriname samt bestemte, at der skulle være fri sejlads på Amacuro- og Baruma-floderne, hvilket var uden for de præmisser, som tribunalet havde fået afstukket i 1897.
Venezuelas krav om ophævelse af afgørelsen fra 1899 er bakket op af flere forskere og jurister som J. Gittis Wetter fra Sverige i sit værk The International Arbitral Process (1979), som er præmieret af American Society of International Law. Ved at søge i alle britiske officielle arkiver har Wetter fundet yderligere beviser på den tvivlsomme aftale mellem Storbritannien og Rusland, hvilket har fået ham til at konkludere, at afgørelsen blev skæmmet af alvorlige proceduremæssige og væsentlige fejl, hvilket er bevis på, at der mere var tale om et politisk kompromis end en lovmæssig afgørelse. Den uruguayanske jurist Eduardo Jiménez de Aréchaga, tidligere præsident for Den Internationale Domstol, er kommet frem til lignende konklusioner.

### Genève-aftalen
Ved et møde i Genève 17. februar 1966 underskrev regeringerne fra Britisk Guiana, Storbritannien og Venezuela "Aftale om at løse grænsestriden mellem Venezuela og Britisk Guiana", bedre kendt som Genève-aftalen. Aftalen fastsatte det lovmæssige grundlag, som skulle følges af parterne, for at løse striden. Ifølge aftalen blev der nedsat en repræsentativ kommission med henblik på at nå en tilfredsstillende løsning for den praktiske håndtering af grænsestriden, men parterne blev aldrig enige om at implementere en løsning inden for denne kommission på grund af uenighed om fortolkning af aftalen.
- Guyana argumenterede for, at inden man skulle påbegynde forhandlingerne, skulle Venezuela bevise, at tribunalafgørelsen fra 1899 var ugyldig. Guyana kunne ikke acceptere, at 1899-afgørelsen var ulovlig, og fastholdt, at landets deltagelse i kommissionen kun drejede sig om at få hold på Venezuelas påstande.
- I modsætning hertil argumenterede den venezuelanske modpart, at kommissionen ikke havde en juridisk natur eller formål, men skulle lave en aftale, så den skulle fortsætte for at finde frem til en "praktisk og tilfredsstillende løsning", som der var enighed om i aftalen. Venezuela hævdede desuden, at ugyldigheden af 1899-afgørelsen var implicit, idet eksistensen af Genève-aftalen ellers ville være meningsløs.

Femte artikel af Genève-aftalen fastslog status for de omstridte territorier. Bestemmelserne sagde, at ingen handlinger eller aktioner, der fandt sted i de omstridte territorier, mens aftalen var gældende "skal udgøre basis for påstande, der støtter eller går imod noget krav om territorial suverænitet". Aftalen har også en bestemmelse, der forhindrer begge nationer i at forfølge stridsspørgsmålet på andre måder end gennem officielle interregeringskanaler.
I sin note om anerkendelse af Guyanas uafhængighed 26. maj 1966 sagde Venezuela:
| Citat | Venezuela anerkender som den nye stats territorium det område, der ligger øst for højre bred af Essequibo-floden og gentager for den nye stat og for det internationale samfund, at det tydeligt forbeholder sin ret til territorial suverænitet over hele zonen beliggende på vestbredden af den ovenfor nævnte flod. Derfor afgrænser Guyana-Essequibo-territoriet, som Venezuela udtrykkeligt reserverer sine rettigheder til, på østsiden den nye stat Guyana gennem midten af Essequibo-floden fra dennes udspring til udmundingen i Atlanterhavet. | Citat |
|       | |       |

## Efterdønninger

### Rupununi-opstanden
I 1969, tre år efter Guyanas uafhængighed, gik en gruppe guyanesiske landmænd og oprindelige folk fra byen Lethem i væbnet oprør mod den guyanesiske regering og prøvede at løsrive sig. Denne hændelse, kaldet Rupununi-opstanden, blev slået ned af det guyanesiske militær, som derpå beskyldte Venezuela for at støtte oprøret. Den venezuelanske regering benægtede beskyldningerne, omend nogle af landmændene efterfølgende fik lov til at søge tilflugt i landet. Idet de var født i Guyana Essequibo, krævede landmændene retten til venezuelansk statsborgerskab, hvilket regeringen bevilgede dem.

### Port-of-Spain-protokollen
Efter udløbet af mandatet i 1970 for den repræsentative kommission nedsat ved Genève-aftalen underskrev præsidenterne Rafael Caldera og Forbes Burnham Port-of-Spain-protokollen, som afstak et 12-års moratorium for Venezuelas krav på Guyana Essequibo med det formål, at begge regeringer skulle arbejde for samarbejde og forståelse, så længe grænsekravet var stillet i bero. Venezuelanske kort siden 1970 viser hele området fra østbredden af Essequibo, herunder øerne i floden, som venezuelansk territorium. På nogle kort kaldes den vestlige Essequibo-region for "indvindingszone".
I 1983 udløb 12-årsfristen for Port-of-Spain-protokollen, og den venezuelanske præsident, Luis Herrera Campins, besluttede ikke at forlænge den, men i stedet genoptage det formelle krav på området. Siden da er kontakterne mellem Venezuela og Guyana i relation til Genève-aftalen foregået under overvågning af en repræsentant for FN's generalsekretær; denne kan udskiftes efter behov, når der opnås enighed om det mellem parterne.

### Seneste stridigheder
I september 2011 indgav Guyana en ansøgning til FN's Kommission for Afgrænsningen af Kontinentalsoklerne om at få udvidet sin kontinentalsokkel med 150 sømil. Idet kommissionen anmoder om, at de områder, der tages under overvejelse, ikke må være genstand for territoriale stridigheder, så man i Guyanas ansøgning bort fra Venezuelas krav på Guyana Esequiba med ordene "der er ingen stridigheder i området med relevans for indgivelsen af data og informationer med relation til de ydre grænser for kontinentalsoklen længere ude end 200 sømil." Venezuela sendte derpå en indvending til kommissionen, hvori de afviste Guyanas ansøgning og advarede om, at Guyana havde foreslået en grænse for sin kontinentalsokkel, der inkluderede "territoriet vest for Essequibo-floden, som er genstand for en territorial strid ifølge Genève-aftalen fra 1966 og inden for disse rammer en sag for den ærede generalsekretær i FN." Venezuela anførte tillige, at Guyana havde rådført sig med sine naboer Barbados, Surinam samt Trinidad og Tobago inden ansøgningen, men ikke Venezuela. "Sådan en manglende rådføring med republikken Venezuela, der er alvorlig nok i sig selv, idet den går imod relevante regler, kan ikke forklares for så vidt, at kysten, hvis projektion bruges af republikken Guyana i sit forsøg på at udvide grænserne, udgør en del af det omstridte territorium, over hvilket Venezuela fordrer og genfremsætter sit krav på retten til suverænitet," som det hedder i det venezuelanske kommuniké.
Guyana har også tildelt olieundersøgelserettigheder i den maritime del af det omstridte område, hvilket ligeledes har skabt spændinger i forhold til Venezuela. 10. oktober 2013 tilbageholdt Venezuelas marine et oliesøgningsfartøj, der foretog undersøgelser af havbunden på vegne af Guyanas regering. Skibet og dets besætning blev eskorteret til den venezuelanske Isla Margarita for at blive stillet for retten. Guyanas udenrigsministerium sagde, at skibet befandt sig i guyansk farvand, men den venezuelanske modpart sendte en diplomatisk note til Guyana om, at skibet søgte efter olie i venezuelansk farvand uden at have bemyndigelse fra dette land, og forlangte en forklaring. Fartøjet, der hedder Teknik Perdana, blev sammen med sin besætning løsladt ugen efter, men kaptajnen blev anklaget for at have krænket Venezuelas eksklusive økonomiske zone.
De maritime områder i Atlanterhavet, hvor Teknik Perdana foretog sine undersøgelser af havbunden, opfattes af Venezuela som en del af sin "atlantiske front". Ifølge en grænseaftale indgået mellem Trinidad og Tobago og Venezuela i 1990 har Venezuela en lang atlantisk front, som man kan se på landets officielle kort, uafhængigt af kravet på Guyana Esequiba.
Trods diplomatiske protester fra Venezuela tildelte Guyanas regering licens til at bore efter olie i det omstridte maritme område i begyndelsen af 2015 til det amerikanske oliefirma Exxon. I maj samme år bekendtgjorde Guyana, at Exxon faktisk havde opnået lovende resultater af deres første prøveboringer på den såkaldte Stabroek-blok, et område på 26.800 km² ud for kysten ved Guyana Esequiba. Firmaet meddelte, at man ville foretage yderligere boringer i de kommende måneder for bedre at vurdere potentialet i oliefeltet. Venezuela kommenterede på denne udmelding med et dekret udstedt 27. maj 2015, hvori man inkluderede det omstridte maritime område i sit nationale maritime beskyttelsesområde og udvidede derved patruljeringsområdet for den venezuelanske marine til at omfatte det omstridte område. Dette fik igen den guyanske regering til at indkalde den venezuelanske ambassadør til møde for at få en nærmere forklaring. Siden er spændingerne yderligere intensiveret, og Guyana har trukket licensen tilbage til Conviasa, Venezuelas nationale luftfartselskab, hvorved et fly med passagerer strandede i Georgetown.